# 張彥弘
張彦弘（？—903年），唐代宦官。曾任凤翔监军，后任右神策軍護軍中尉。天復元年（901年）与左中尉韓全誨幽禁唐昭宗，宰相崔胤乃召宣武（今河南开封）节度使朱全忠救駕。昭宗被韓全誨、張彦弘等劫持至鳳翔（今陝西寶雞）節度使李茂貞之处，朱全忠督兵五萬圍鳳翔一年有餘，天復三年（903年），李茂貞殺韓全誨、張彦弘等二十二人（一說七十二人），傳首给朱全忠，與朱全忠和解，又護送昭宗出城，昭宗回到長安。朱全忠尽灭宦官，唐朝宦官专权结束。

## 延伸阅读
[在维基数据编辑]
 《新唐書/卷208》，出自《新唐書》